# Henri Morel
Henri Morel (1889 - campo de concentración de Neuengamme, 1944) fue un militar francés, agregado a la Embajada de Francia en España durante la guerra civil española. Su actuación entre julio de 1936 y febrero de 1939 en España fue muy significativa.

## Comienzos de su vida militar
Henri Morel comenzó sus estudios en la Academia Militar de Saint Cyr, junto a Charles de Gaulle, quien se convertiría posteriormente en presidente de Francia. Participó en la I Guerra Mundial, tras lo que realizó estudios posteriores en la Escuela Normal Superior. Estos estudios le valieron para distinguirse entre otros militares, y llegó a ejercer de profesor de historia militar en la Academia Militar. Mostró preferencias por el partido Action Française, de ideología monárquica y derechista, influido por su descontento con la política militar de reclutamiento ejercida por su país durante la Primera Guerra Mundial.

## Agregado militar en Madrid
Tras el levantamiento militar de Francisco Franco en España, Morel se mostró partidario de que el gobierno francés apoyara al gobierno republicano español con armamento en vez de suscribirse a la política de no-intervención promovida por Inglaterra, una preferencia estratégica, pues con el gobierno nazi en Alemania y el de Benito Mussolini en Italia, Francia ya estaba rodeada por dos potencias de ideología fascista.
Morel llegó a Madrid en 1936. Durante cerca de tres años, Morel envió información a su país, a pesar de que sus superiores, tanto españoles como franceses, no estaban de acuerdo. Tras la visita que Juan Negrín hizo a París en 1938 para solicitar la ayuda militar de Francia, el ministro de defensa francés Édouard Daladier y el primer ministro Léon Blum solicitaron la opinión de Morel sobre las peticiones del presidente republicano español. En aquella conversación, Morel pronunció las palabras:

Señor Presidente del Consejo de Ministros, una sola cosa tengo que decirle: un rey de Francia sí haría la guerra.

Léon Blum reconoció más tarde que, además de los propios republicanos españoles y un diplomático, solo un agregado militar manifestó que se debía apoyar con armamento la causa del gobierno republicano, en clara referencia a Morel.
En febrero de 1939, Morel redacta un informe para sus superiores sobre el campo de refugiados españoles de Argelès-sur-Mer, que sirvió para mejorar la situación de los refugiados. Poco después, el gobierno francés reconoció al gobierno franquista como gobierno de España y Morel fue destituido de su cargo.

## Últimos años
En 1942 Morel es enviado a África para combatir las tropas italianas. Tras regresar a Francia, luchó junto al general Jean de Lattre de Tassigny en la resistencia a la invasión nazi de la zona libre de Francia. Fue detenido por el régimen de Vichy y posteriormente puesto en libertad. En el mes de julio de 1944 fue capturado por la Gestapo y deportado al campo de Hambourg-Neuengamme, donde murió el 13 de septiembre de 1944.

## Reconocimientos
El 19 de septiembre de 2014, la Embajada de Francia en Madrid colocó en su sede una placa conmemorativa en recuerdo a Henri Morel.